# KV10
KV10 es una tumba egipcia del llamado Valle de los Reyes, situado en la orilla oeste del Nilo, a la altura de la moderna ciudad de Luxor. Perteneció al oscuro quinto faraón de la dinastía XIX, el rey Amenmeses.

## Marco histórico
Con la muerte del faraón Merenptah en el año 1212 a. C. aproximadamente comienza el declive de la dinastía XIX y una etapa caótica y poco conocida de la historia egipcia que se prolongará hasta el reinado de Ramsés III. Al parecer, el sucesor legítimo del fallecido era su hijo Sethy II pero por causas aún desconocidas el trono fue ocupado por Menmira-Setepenra Amenmeses-Heqauaset, un miembro de la familia real que quizás fuese incluso hijo del destronado Sethy II.
La usurpación de Amenmeses no parece haber sido total, y quizás se redujese tan solo al área tebana y a Nubia. Esto indicaría que el presunto golpe de Estado estuvo orquestado desde un principio por el clero tebano -ya por entonces muy poderoso- e incluso por el virrey de Nubia. No existe ni una sola prueba que documente la presencia en Pi-Ramsés o en el Bajo Egipto, lo que podría indicar que allí estuvo gobernando Sethy II. La situación interna tuvo que ser desastrosa, con el país dividido en dos y con bandas de ladrones y de piratas a lo largo de todo el Nilo. A esto se le añadiría la pobreza cada vez mayor de la población y la falta de interés que despertaba el suceso en la clase dominante.
Sin embargo, la experiencia tebana de Amenmeses fue muy corta, ya que su reinado se reduce a casi cuatro años tras los cuales asume el control total Sethy II. ¿Qué causó la muerte, o al menos el destronamiento del faraón? Quizás las intrigas orquestadas por Sethy II y su camarilla fueran la causa, o tal vez se debiera a una muerte natural, o simplemente perdió el apoyo de los sacerdotes y fue debidamente eliminado por ellos. El clima estaba volviéndose tan corrupto que no puede descartarse ninguna posibilidad.
El efímero reinado de Amenmeses apenas dejó huella en Egipto, y su corta duración se refleja en su inacabada tumba, lugar que seguramente ni siquiera llegó a utilizar. El poder volvería a estar controlado totalmente por un único faraón en Pi-Ramsés y la autonomía de los sacerdotes y de la nobleza local seguiría en aumento ante la impasibilidad de los nuevos reyes.

## Situación
La tumba KV10 se encuentra casi en el centro geográfico del Valle de los Reyes, y en un lugar de elevación relativamente escasa que ha sido la principal causa de que el lugar sufriera numerosas y violentas inundaciones a lo largo de su historia. Situada entre las entradas de KV16 y KV11 al salir de ella nos encontramos a nuestra izquierda KV9 y KV62, la tumba de Tutanjamón.
La tumba n.º 10 del Valle es, a todas luces, un sepulcro inacabado, pero que seguía el mismo programa de construcción y decoración que el utilizado por Merenptah y continuado por todos sus sucesores. Así, no es de extrañar ver los omnipresentes corredores de entrada (A) y pasillos descendentes (B, C y D) para llegar a una pequeña sala (E), conocida como "sala del pozo" pese a que ya era costumbre en las sepulturas reales omitir la construcción de esta estructura. El pozo funerario de las tumbas de Merenptah, Amenmeses y el resto de monarcas del Imperio Nuevo sería una realidad metafórica.
Después, nos encontramos con la tradicional sala de pilares F (cuatro en este caso), que tiene un pequeño e irregular anexo en el lado izquierdo, la sala Fa, cuyo techo se derrumbó al entrar en él los constructores que excavaban la futura tumba KV11. Este enorme error arquitectónico es único en todo el Valle, y debe achacarse a una falta de los planos o simplemente a la ineptitud de los obreros de Deir el-Medina durante el reinado de Sethnajt. Seguidamente de la sala de pilares, lo usual sería ver dos corredores más, la antecámara y la cripta propiamente dicha, pero la súbita y temprana muerte de Amenmeses provocó que el proyecto quedase a medias y se tuviera que improvisar como cámara sepulcral el segundo de los dos pasillos descendentes (G y H).

## Decoración
De todas las tumbas reales del Valle de los Reyes, probablemente sea KV10 la que más ha sufrido por el paso del tiempo y la que peor conservada esté. Cuando el sepulcro volvió a ser abierto y utilizado para el descanso eterno de dos reinas poco conocidas, pero probablemente emparentadas con Ramsés IX, llamadas Tajat y Baktwerel, casi toda la decoración de tiempos de Amenmeses fue minuciosamente borrada, y en algunos lugares sustituida por escenas en las que aparecían estas dos mujeres.
A esta pérdida de memoria se añade el hecho de que las inundaciones se han cebado con este lugar, y aunque los relieves de Tajat y Baktwerel no han sido martilleados como los protagonizados por Amenmeses, sí se ha perdido la mayor parte de las pinturas y solo quedan algunas imágenes parciales en mal estado. Sobre la reutilización de la tumba de Amenmeses y el paradero de todos estos personajes, se hablará más tarde.
- Las pinturas de los tres primos pasadizos (B, C y D) solo hay que comentar que estaba por entero dedicada a Amenmeses y que ahora solo quedan las siluetas borradas desde hace tantos siglos. Se puede adivinar entre tanta desolación la figura del rey ante Ra-Horajti en B y ante Hathor en C, así como parte de la Letanía de Ra en B y en C, y las horas cuarta y quinta del Libro del Amduat en D. Los cartuchos de Amenmeses también han sido borrados, y aún se pueden ver las figuras de buitres volando en los techos y del disco solar alado y los epítetos del difunto rey en las entradas de cada corredor. Un pequeño nicho existente en el lado izquierdo de B (de función desconocida, y llamado según el código establecido, Ba) carece de decoración.

- La habitación del "pozo funerario" está dedicada a la reina Tajat, que aparece haciendo ofrendas a distintos dioses. Las pinturas han sufrido los efectos de la inundación, pero aun así podemos adivinar que se trata de Osiris, Isis, Horus y sus cuatro hijos, Atum y Anubis.

- El último lugar decorado de la tumba es la sala de pilares, F (ni el derruido anexo Fa ni los dos últimos pasillos, G y H han sido pintados, ni siquiera enyesados) en la que la encargada de suplantar a Amenmeses y es la otra reina, Baktwerel, haciéndose representar al lado de Osiris, Anubis, los cuatro hijos de Horus, Serket y otras divinidades cuya identidad han borrado las inundaciones. También existen fragmentos del Libro de los Muertos y del Libro de las Puertas.

- Como en todas las tumbas abiertas desde la antigüedad, también en KV10 se han encontrado diversos tipos de grafitos, aunque en mucho menor número que en otros sepulcros. Además, están todos distribuidos por la entrada y los primeros corredores, lo que podría indicar que el resto de la tumba estaba impracticable por entonces. Los idiomas son griego en su gran mayoría, y algunos más modernos en lenguas europeas e incluso arábigas.

## Excavación
Pese a que la tumba de Amenmeses se conociera desde época grecorromana, no despertó tanto interés como otras del Valle, debido sobre todo a su estado. La violencia de las aguas no solo había dañado las pinturas, sino que también había provocado derrumbes, y aún en la actualidad la estructura del lugar sigue estando seriamente dañada. Por ello, pese a haber sido visitada por viejos conocidos de la egiptología como Champollion, Hay, Lepsius o Burton, no sería hasta 1907 que se produciría un tímido desescombro de los pasillos A y B por el equipo de Edward Ayrton.
La única expedición que ha trabajado concienzudamente en labores de excavación, desescombro, limpieza, datación y conservación del lugar ha sido la encabezada por el eficiente Otto Schaden en los años noventa (el desescombro duró de 1992 a 1999). Schaden trajo a la luz algunos restos de ajuar funerario de la reina Tajat, entre los que cabe destacar restos de un sarcófago exterior de granito rojo y fragmentos de vasos canopes.

## ¿Quiénes fueron sus ocupantes?
Mucho se ha hablado de esto y de la filiación exacta de Amenmeses, y nada se sabe con total certeza. En un principio se pensó que este rey había sido enterrado con su madre y su esposa, y que éstas eran Tajat y Baktwerel, respectivamente. Así, se podía explicar el por qué la primera tenía los títulos de "Madre del rey" y "Gran esposa real" y la segunda tan solo el de "Gran esposa real".
No obstante, las últimas investigaciones de Schaden parecen indicar que estas dos mujeres pertenecieron a la dinastía XX y que, por causas desconocidas, se decidió que serían enterradas en aquel lugar en vez del tradicional Valle de las Reinas. Parece confirmar esta teoría la posible existencia de la "auténtica" gran esposa real de Amenmeses, una tal Anketemheb, cuyas representaciones en la tumba fueron borradas y usurpadas por Baktwerel.
Ahora bien, si se produjeron hasta tres posibles enterramientos (Amenmeses, Tajat y Baktwerel) separados entre sí por más de un siglo, debería haber pruebas de ello y no se han encontrado. Es más, parece ser que la única persona que llegó a ser enterrada en KV10 fue Tajat, ya que no hay ni un solo objeto que certifique la presencia ni de Amenmeses ni de Baktwerel. Dado que el faraón bien podía haber sido un usurpador, el legítimo y furibundo nuevo rey, Sethy II, quizás le prohibiese ser enterrado en la necrópolis real y su momia fuera enviada a otro lugar. Esto explica el por qué aún no ha sido su cadáver identificado de entre los dos escondites de momias reales que se han hallado.
En cuanto a las momias de Tajat y de Baktwerel, tampoco se sabe nada. Los sacerdotes rescataron a pocas momias femeninas y es improbable que sus cuerpos estén entre los sin identificar de los escondites en DB320 y KV35. Quizás la momia de Tajat permaneciera en la tumba hasta ser violada, mientras que de Baktwerel no sabemos siquiera donde pudo ser enterrada, luego las posibilidades de llegar a encontrar su cuerpos son prácticamente nulas.